# Pretty Holic
Pretty Holic（プリティホリック）は、東映アニメーション制作のアニメシリーズ『プリキュアシリーズ』の劇中に登場するコスメショップ、およびそれと連動してバンダイが展開する子供用コスメブランド。
本記事では派生ブランドも含めたコスメブランドについて詳述するとともに、ブランド成立前の商品展開や、各シリーズ作品劇中での扱いについても触れる。

## 概要
2021年2月放送開始の『トロピカル〜ジュ!プリキュア』のモチーフの一つとして「コスメ」があることから、主要キャラクターの家が営むコスメショップとして登場させるとともに、アニメを通じて化粧に興味を持った子供向けに、このコスメショップをイメージしたブランドとして商品展開を開始した。
アニメを通じてコスメやメイクに興味を持った子供が手軽かつ安全にコスメを楽しめるよう、水や石鹸でメイクを落とせるようにするなど子供の肌に優しい仕様にしており、劇中に登場するリップスティックを始めとした化粧品や、コスメケース・ミラーなどのアクセサリーを発売している。
『トロピカル〜ジュ!プリキュア』終了後も、後続作品でこの取組は続いており、作品によってはそのモチーフや設定に合わせた商品展開も行われているほか、親や幼い頃に見ていた女性など、20年以上続くシリーズの大人のファンに向けても商品展開が行われている。
本ブランドの発売元はバンダイが担うが、製造販売（輸入）元は『トロピカル〜ジュ!』から『わんだふるぷりきゅあ!』まではビューロ、『キミとアイドルプリキュア♪』からは、OAKインターナショナルがそれぞれ担当している。

## 展開ブランド

### Pretty Holic
中核となるコスメブランド。登場する作品に合わせて、それをイメージした商品が発売されている。劇中に登場する化粧アイテムがそのまま商品化されることもあり、中でも2024年放送の『わんだふるぷりきゅあ!』ではキュアニャミー・キュアリリアンの変身アイテム「シャイニーキャッツパクト」が、2025年放送の『キミとアイドルプリキュア♪』ではキーアイテムの「ハートキラリロック」が、それぞれ玩具ではなく本ブランドの化粧品として発売されている。
- トロピカル〜ジュ!プリキュア：リップ、コスメケース、ミラー、ネイル、リフィル形式の化粧品（練り香水、リップバーム、アイカラー）
- デリシャスパーティ♡プリキュア：リップ、紙石鹸、チーク、アイカラー
- ひろがるスカイ!プリキュア：リップ、ネイル、フレグランス、チーク、アイカラー、ハンドクリーム
- わんだふるぷりきゅあ!：リップ、グリッター、コフレセット、コンパクト（上述）
- キミとアイドルプリキュア♪：リップ、フレグランス、アイカラー&リップバーム（上述）、ヘアチョーク

### Pretty Holic Sweets
2022年放送の『デリシャスパーティ♡プリキュア』では「食」がテーマだった事から、「Pretty Holic Sweets」（プリティホリックスイーツ）として、宝石のようなデザインの菓子を展開、劇中にも登場させている。

### Pretty Holic Stationery
2023年放送の『ひろがるスカイ!プリキュア』に登場する手帳に合わせて、この年限りで「Pretty Holic Stationery」（プリティホリックステーショナリー）として文房具を発売した。手帳のほか、4種類のレターセットも発売され、付属のシールには石鹸の香りが仕込まれている。

### Pretty Holic Petit
「Pretty Holic Petit」（プリティホリックプチ）は、『トロピカル〜ジュ!プリキュア』放送時の、主にアパレルアイテムを展開するブランドの名称。主人公の夏海まなつが着用している私服コーデ（当該項目で詳述）や親子で着れるルームウェア、パジャマなどが発売されていた。

### 大人向けブランド
ブランド展開以前から大人向け商品の試みが行われており、2012年8月には『スマイルプリキュア!』の作中に登場する変身アイテム「スマイルパクト」をモチーフにした大人向け化粧品『スマイルパクト シャイニーフェイスパウダー』が、バンダイとコーセーの共同開発により発売された。また、2013年9月には、『ドキドキ!プリキュア』の作中に登場する攻撃アイテム「ラブキッスルージュ」をモチーフにしたリップクリーム 『ラブキッスルージュ リップスティック』が発売された。
Pretty Holicの開始に当たって、新たに大人向けブランドとして「Pretty Holic Luxe」（プリティホリックラグゼ）を開始、第1弾として『ふたりはプリキュア』のキュアブラック・キュアホワイト、『Yes!プリキュア5GoGo!』のキュアドリームをイメージしたフレグランスマルチバーム「プリティアイテムチャームコスメ」をバンダイの通販サイト「プレミアムバンダイ」で発売した。
その後しばらく商品展開は見られなかったが、2024年より「Otona Pretty Holic」（オトナプリティホリック）を新たに発足して大人向け展開をリスタート、第1弾として『ふたりはプリキュア』のカードコミューンをイメージしたリップとアイカラー（各2種）が2025年1月に発売される。また、Pretty Holicブランド扱いとなるが、『魔法つかいプリキュア!!〜MIRAI DAYS〜』のキュアミラクル・キュアミラクルをイメージし、モフルンのデザインをあしらったリップも2025年8月に発売される。また、バンダイライフスタイル事業部の化粧品ブランド「CreerBeaute」（クレアボーテ）でも、Otona Pretty Holicの姉妹ブランドとなる大人向け化粧品ブランド「CURETTE!」（きゅあって!）の展開を開始している。

## 劇中での扱い
詳細は各作品の記事を参照。
トロピカル〜ジュ!プリキュア
涼村さんごの母・みゆきが経営するコスメショップとして登場。2階にはカフェスペースが設けられており、まなつやさんごなどトロピカる部の面々の学校外の集合場所ともなっている。
デリシャスパーティ♡プリキュア
この作品では登場人物が訪れる店としての扱いで、中でも芙羽ここねやローズマリーは常連客となっている。
ひろがるスカイ!プリキュア
虹ヶ丘ましろを始めとする登場人物が訪れる店としての扱いで、ストーリー中盤からは聖あげはがアルバイト店員として働いている。
わんだふるぷりきゅあ!
猫屋敷まゆの母・すみれが経営するコスメショップとして登場。家で飼われている白猫のユキが看板猫という扱いになっており、まゆも商品デザインで家を手伝っている。
キミとアイドルプリキュア♪
この作品では登場人物が訪れる店としての扱いであり、キュアアイドルとキュアウインクがCM出演でアイドルとして初めて活動した店でもある。